# Jenny Lindqvist
Jenny Lindqvist, född 21 juli 1978 i Stockholm är en före detta svensk ishockeyspelare som spelade för MB Hockey i Division 1 och för Segeltorps IF i Riksserien. Lindkvist har också funnits med i ledarstaben i Segeltorp och AIK.